# Stecklenberg
Stecklenberg ist ein Ortsteil der Stadt Thale im Landkreis Harz in Sachsen-Anhalt. Er ist staatlich anerkannter Erholungsort.

## Geographie

### Geographische Lage
Stecklenberg liegt im nördlichen Ostharz am Rand des Ramberges im Tal des Wurmbachs und ist über Verbindungsstraßen von Neinstedt und Bad Suderode aus zu erreichen.

### Gliederung
Zum Ortsteil gehören neben dem Erholungsort Stecklenberg die Wohnplätze Küchenberg und Lauenburg.

## Geschichte

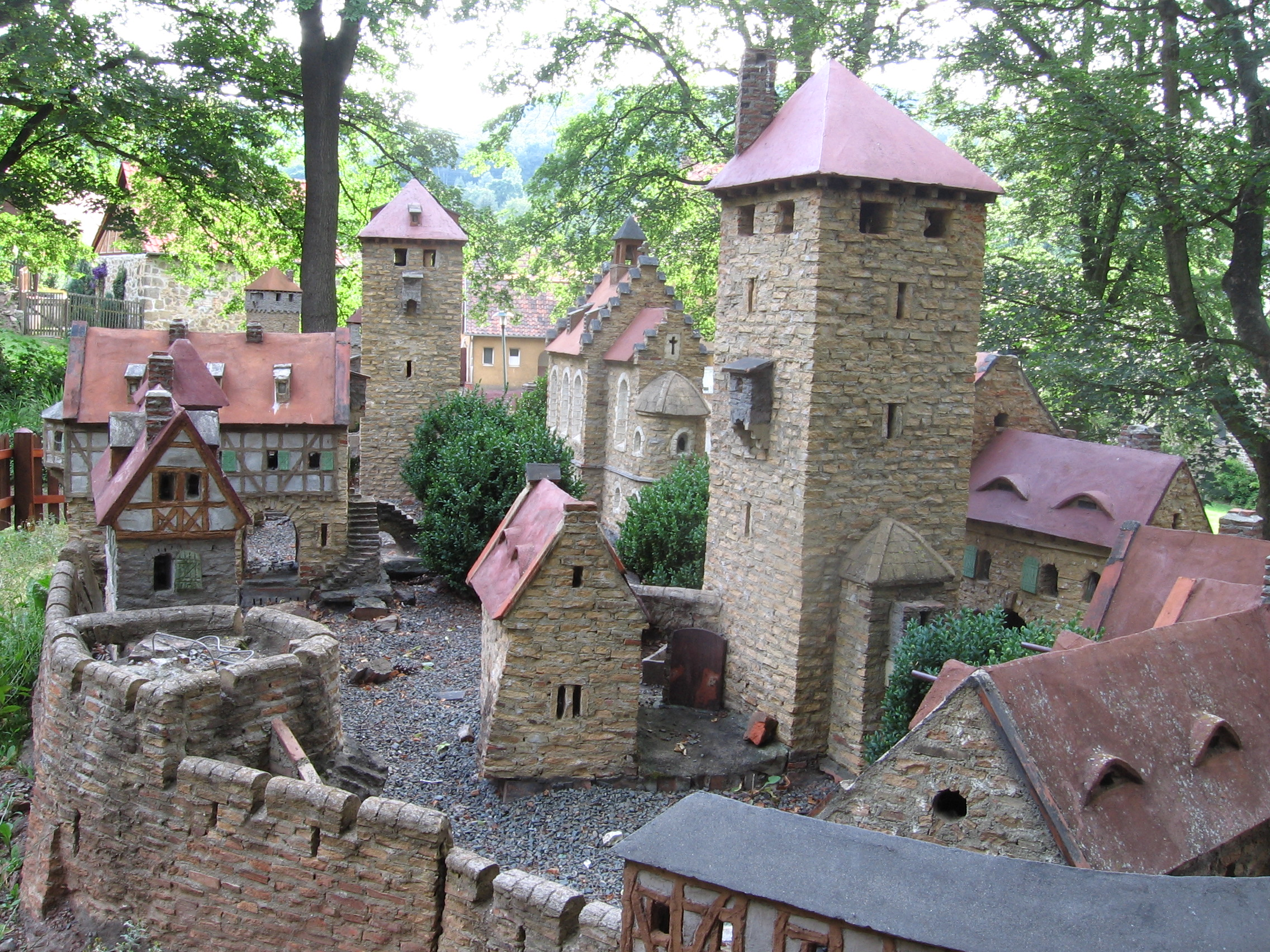
In Stecklenberg aufgestelltes Modell der Lauenburg im Maßstab 1:20

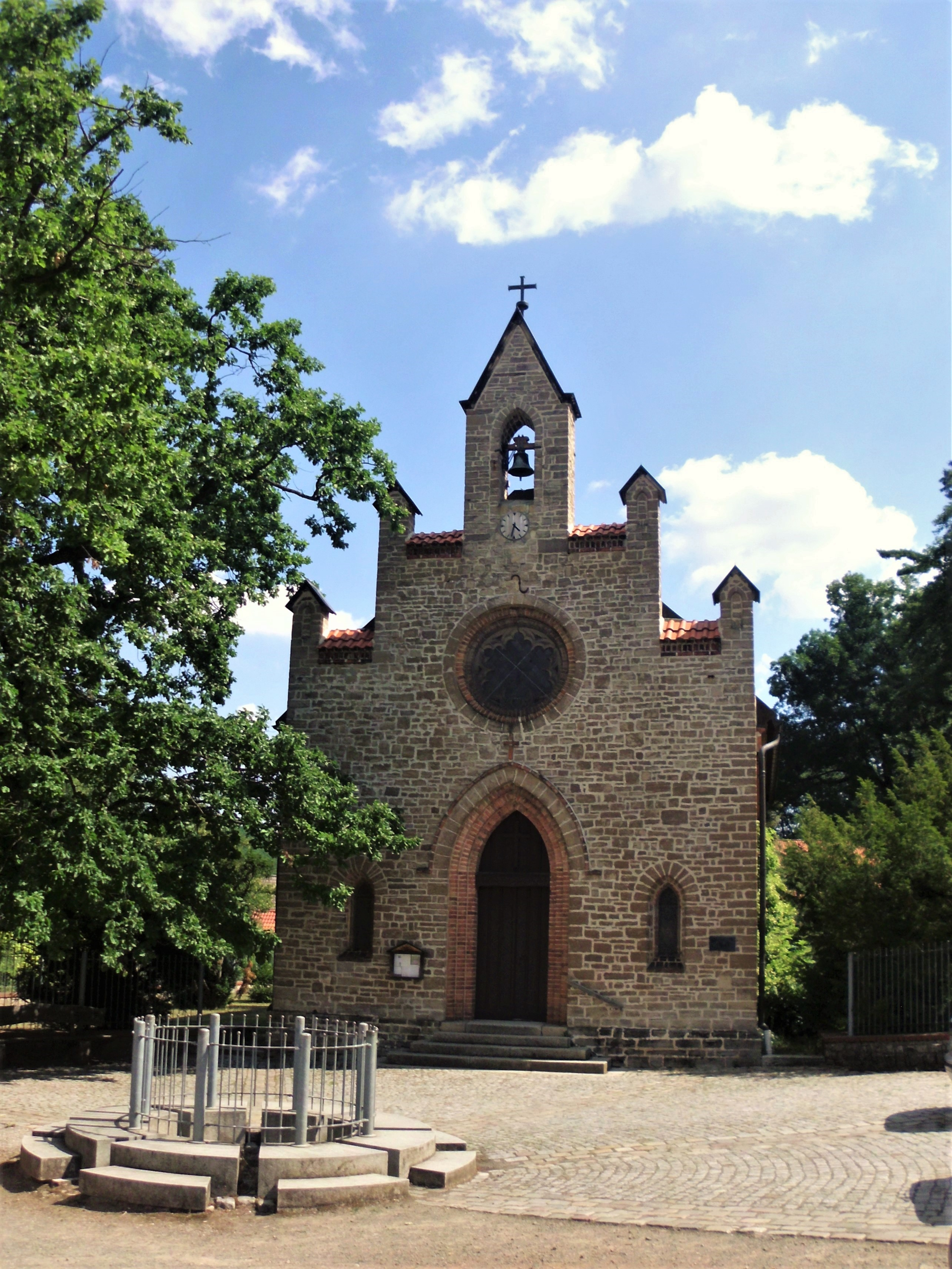
Evangelische Kirche

Stecklenberg entstand am Fuße der Stecklenburg und der etwas höher gelegenen Lauenburg. Beide Burgen sind heute Ruinen und können als solche besichtigt werden. Der Ort war Sitz eines eigenen Amtes, das 1815 an den Regierungsbezirk Magdeburg der preußischen Provinz Sachsen gelangte. Aufgrund der Chlor-Calcium-Quelle im Ort entwickelte sich um 1900 im zunehmenden Maße der Tourismus.
Am 30. September 1928 wurde das Hauptgut des Gutsbezirks Stecklenberg mit der Landgemeinde Stecklenberg vereinigt, kleinere Flächen des Gutsbezirks wurden mit der Landgemeinde Neinstedt, mit der Stadt Thale und mit der Landgemeinde Bad Suderode vereinigt.
Die Domäne Stecklenberg befand sich seit 1861 im Besitz der Freiherren von dem Bussche-Streithorst, die bereits seit 1755 das benachbarte Rittergut in Thale und seit 1800 das ehemalige Kloster Wendhusen besaßen.
Am 23. November 2009 wurde die bis dahin selbstständige Gemeinde Stecklenberg nach Thale eingemeindet.

## Wappen
Blasonierung: „Zinnenförmig geteilt von Silber über Grün, oben ein gegabelter grüner Zweig, rechts mit vier grünen Blättern und einer roten Kirsche, links mit drei grünen Blättern und zwei roten Kirschen; unten zwei gekreuzte silberne Hämmer, der Schnittpunkt belegt mit einem silbernen Meißel.“
Das Wappen wurde 1996 vom Magdeburger Kommunalheraldiker Jörg Mantzsch gestaltet und ins Genehmigungsverfahren geführt.

## Flagge
Die Gemeinde Stecklenberg führte eine grün-silberne (weiße) Streifenflagge mit aufgelegtem Wappen.

## Kultur und Sehenswürdigkeiten

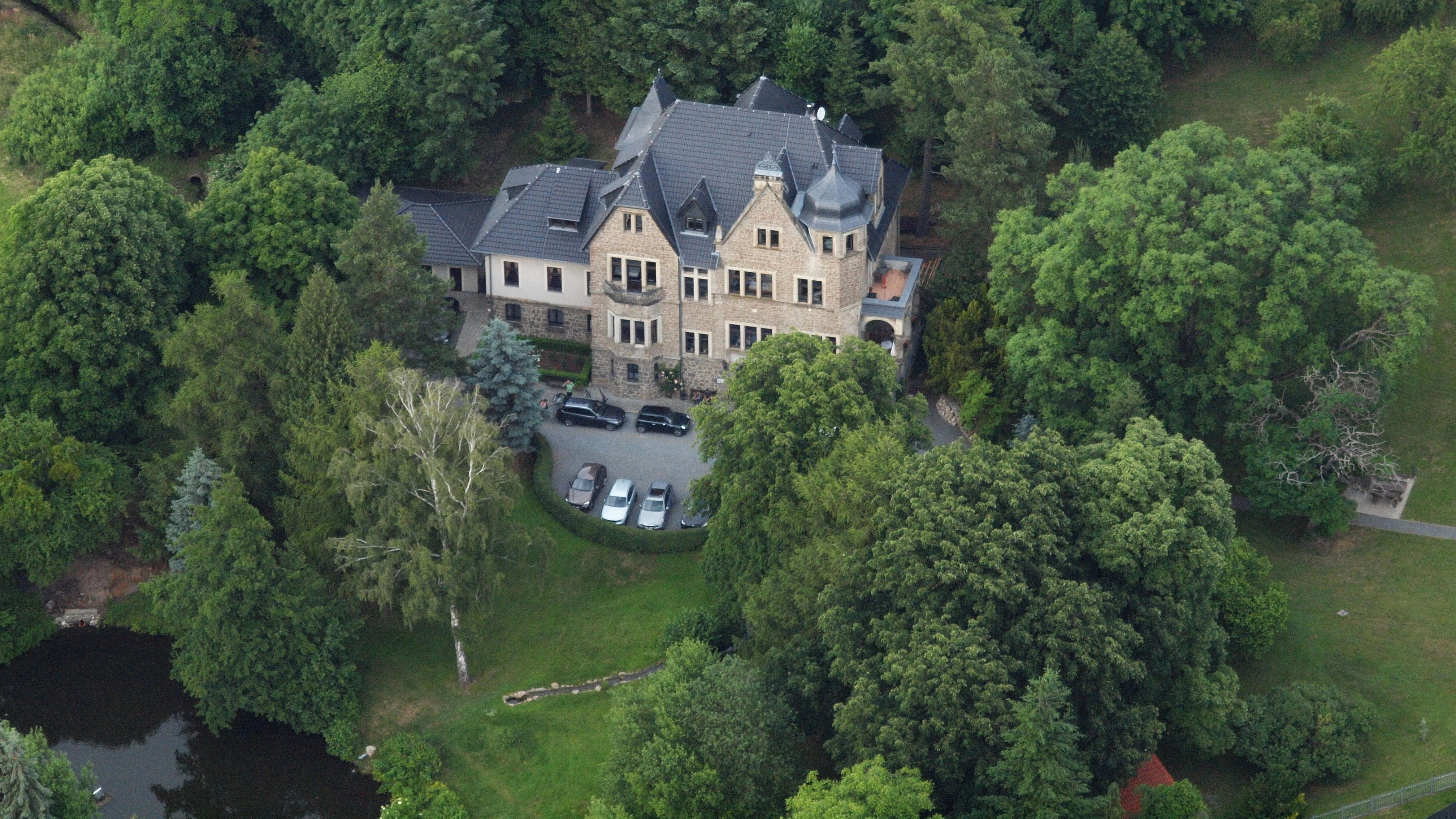
Schloss Stecklenberg, Luftaufnahme (2015)

- Kurpark mit Wasserachse, Rutschbahn und Modell der Lauenburg
- Schloss Stecklenberg (jetzt Hotel)
- Ruinen der Stecklen- und der Lauenburg
- evangelische Dorfkirche

## Verkehrsanbindung
Die Stecklenberger Hauptstraße führt nach Bad Suderode und nach Neinstedt. Auf ihr verkehren die Buslinie 245 (Ballenstedt-Thale) und die Linie 253 (Quedlinburg-Thale). Beide Buslinien werden durch die Harzer Verkehrsbetriebe betrieben und verkehren zusammen stündlich.

## Regelmäßige Veranstaltungen
- Osterfeuer (mit Feuerwerk)
- Walpurgis (30. April)
- Kirschblütenfest (1. Mai)
- Schützenfest (zwischen 20. und 24. August)

## Persönlichkeiten
- Werner Müller (1923–2006), Feinmechaniker und Konstrukteur, Holzbildhauer und Zeichner
- Gerd Glaeske (1945–2022), Apotheker und Gesundheitswissenschaftler